# Diencéphale
Le diencéphale est, en neuroanatomie des chordés, un ensemble de substance grise, de forme ovoïde constitué des thalamus, hypothalamus, épithalamus et sous-thalamus.

## Structure
Le diencéphale est composé des structures suivantes : 
- thalamus ;
- hypothalamus (incluant la neurohypophyse) ;
- épithalamus, qui est constitué de :
  - noyaux paraventriculaires antérieur et postérieur de l'hypothalamus,
  - habenula,
  - strie médullaire,
  - commissure postérieure,
  - glande pinéale ou épiphyse ;
- sous-thalamus (en) ;
- le 3e ventricule.

## Développement de l'encéphale
Le diencéphale apparaît au stade à cinq vésicules du neurodéveloppement embryonnaire, lorsque le prosencéphale se divise en deux, la partie rostrale formant le télencéphale et la partie caudale donnant le diencéphale. Les cinq vésicules en question sont les suivantes :
1. Télencéphale ;
2. Diencéphale ;
3. Mésencéphale ;
4. Métencéphale ;
5. Myélencéphale.

|                | Divisions embryologiques | Divisions embryologiques | Divisions embryologiques | Divisions anatomiques  | Divisions anatomiques |
| Encéphale      | Prosencéphale            | Télencéphale             | Télencéphale             | Télencéphale           | Cerveau antérieur     |
| Encéphale      | Prosencéphale            | Diencéphale              |                          |                        | Cerveau antérieur     |
| Encéphale      | Mésencéphale             | Mésencéphale             | Mésencéphale             | Mésencéphale           | Tronc cérébral        |
| Encéphale      | Rhombencéphale           | Métencéphale             | Protubérance annulaire   | Protubérance annulaire | Tronc cérébral        |
| Encéphale      | Rhombencéphale           | Métencéphale             | Cervelet                 | Cervelet               | Cervelet              |
| Encéphale      | Rhombencéphale           | Myélencéphale            | Moelle allongée          | Moelle allongée        | Tronc cérébral        |
| Moelle spinale | Moelle spinale           | Moelle spinale           | Moelle spinale           | Moelle spinale         | Moelle spinale        |

## Fonction
Les diverses structures du diencéphale contribuent à la régulation de l'activité du système nerveux autonome, du système hormonal et du sommeil.